# Aleksander Ładnowski
Aleksander Ładnowski (ur. 1815 w Lublinie, zm. 5 listopada 1891 w Krakowie) – polski aktor komiczny, dramaturg i reżyser teatralny.
Aleksander Ładnowski był członkiem licznych grup teatralnych, występujących w XIX wieku na terenie Królestwa Polskiego oraz Galicji. W latach 1842-1850 grywał na deskach scen krakowskich. W 1851 pełnił funkcję reżysera w Teatrze Borkowskiego w Stanisławowie, natomiast w 1856 roku wystąpił w Wiedniu jako członek grupy teatralnej Juliusza Pfeiffera. Następnie, w latach 1857-1865 ponownie grywał w Galicji, m.in. w Tarnowie, Nowym Sączu, Rzeszowie oraz Czerniowcach. W 1865 założył własną grupę teatralną, a następnie osiadł na stałe w Krakowie, gdzie grywał w Teatrze Miejskim pod kierunkiem m.in. Adama Skorupki oraz Stanisława Koźmiana.
Oprócz gry aktorskiej oraz reżyserowania, Aleksander Ładnowski zajmował się również dramatopisarstwem. Był autorem utworów głównie o charakterze komicznym (krotochwil). Pomimo niezbyt wysokiego poziomu literackiego, zyskały one popularność dzięki grze występujących w nich aktorów m.in. Helenie Modrzejewskiej czy Józefowi Damse. Oprócz tego podejmował również tematykę historyczną.
Aleksander Ładnowski był żonaty z aktorką Rosalie Brzozowską. Jego syn, Bolesław Ładnowski był aktorem oraz reżyserem w teatrach Krakowa, Warszawy i Lwowa, natomiast córka Aleksandra Rakiewicz również była aktorką. Po śmierci został pochowany na krakowskim cmentarzu Rakowickim.

## Wybrane utwory
- Kimedja pod tytułem Żiwy i umarły, czyli Powstanie na Kuszer albo Psy wilka pożarły lub Tajfel Lorbe Fuszer[4]
- Stach i Zośka. Komedjo-opera w 1 akcie
- Lokaj za pana. Monodram w 1 akcie ze śpiewami i tańcami[5]
- Wesele na Prądniku. Obrazek ludowy w 2 odsłonach ze śpiewami i tańcami[6]
- Eudoxja Czartoryjska. Księżniczka na Klewaniu, czyli Tatarzy na Podolu. Powieść historyczna udramatyzowana wierszem w 6 obrazach[7]
- Wiesław. Dramat historyczny w 5. aktach[8]
- Barbara Rusinowska, czyli Zbójcy Gór Święto-Krzyzkich. Dramat historyczny w 5. aktach[9]
- Zosia druhna. Monodram w 1 akcie ze śpiewami[10]
- Sukcessja. Krotochwila w jednym akcie[11]